# SEAT Arona
De Arona is een cross-over Mini-SUV van SEAT en werd in 2017 gelanceerd. Het model maakt net als de Ibiza gebruik van het MQB A0 platform van de Volkswagen Group. Kenmerkend aan de Arona is de 'X' die in de C-stijl is gegraveerd. Bij de Arona kan het dak in een afwijkende kleur worden gespoten dan de rest van de carrosserie. Daarmee zijn in totaal 68 kleurencombinaties mogelijk.

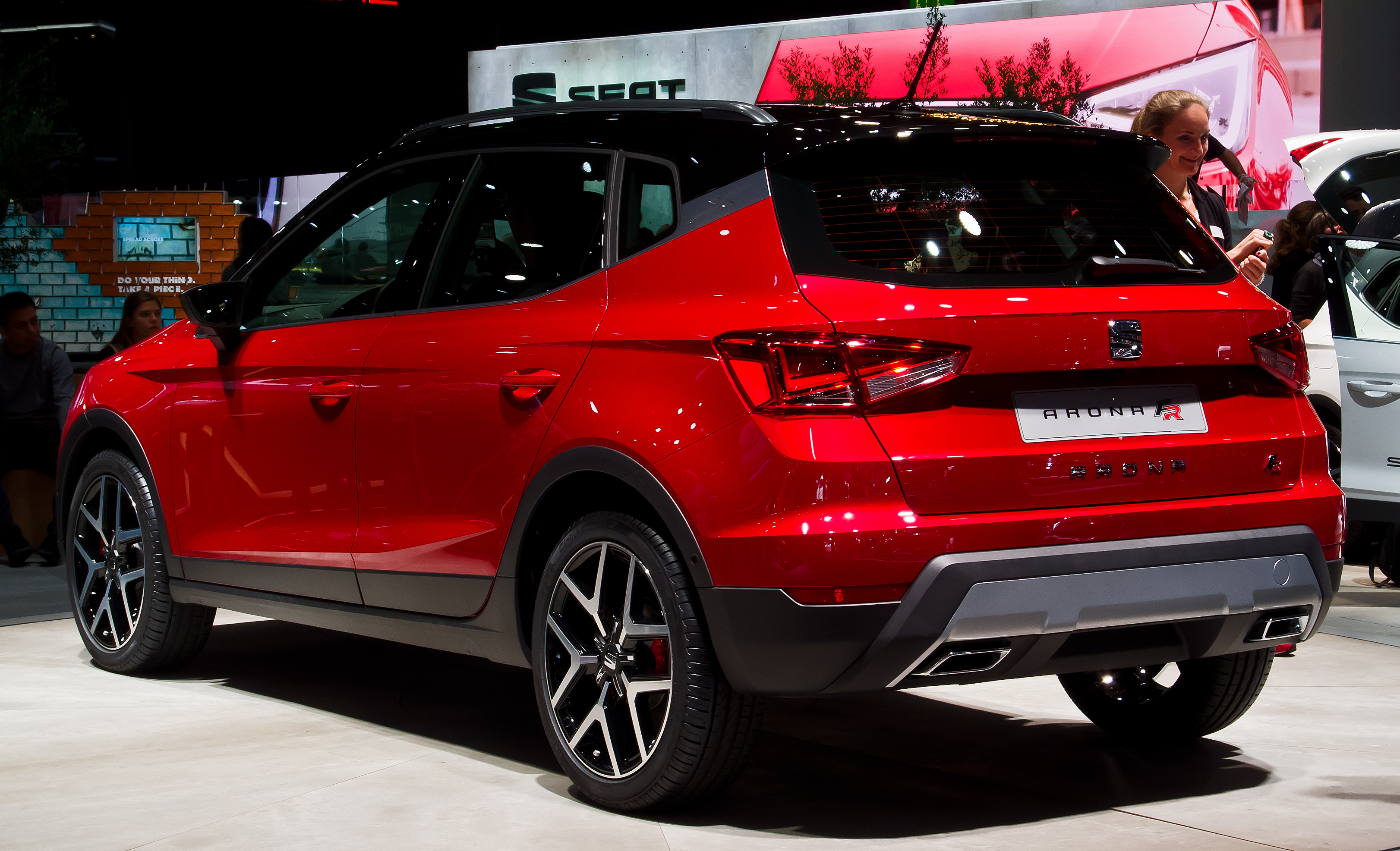
Achteraanzicht

Huidige modellen:
Ibiza · 
Arona ·
Leon ·  
Ateca ·
Tarraco
Oudere modellen:
600 · 
850 · 
1200 · 
1400 · 
1430 · 
1500 · 
124 · 
127 · 
128 · 
131 · 
132 · 
133 · 
Ritmo · 
Ronda · 
Fura · 
Málaga · 
Panda · 
Marbella · 
Terra · 
Inca · 
Arosa · 
Córdoba · 
Toledo · 
Altea (XL) · 
Exeo · 
Alhambra ·
Mii